# St. Johannis (Bodenburg)

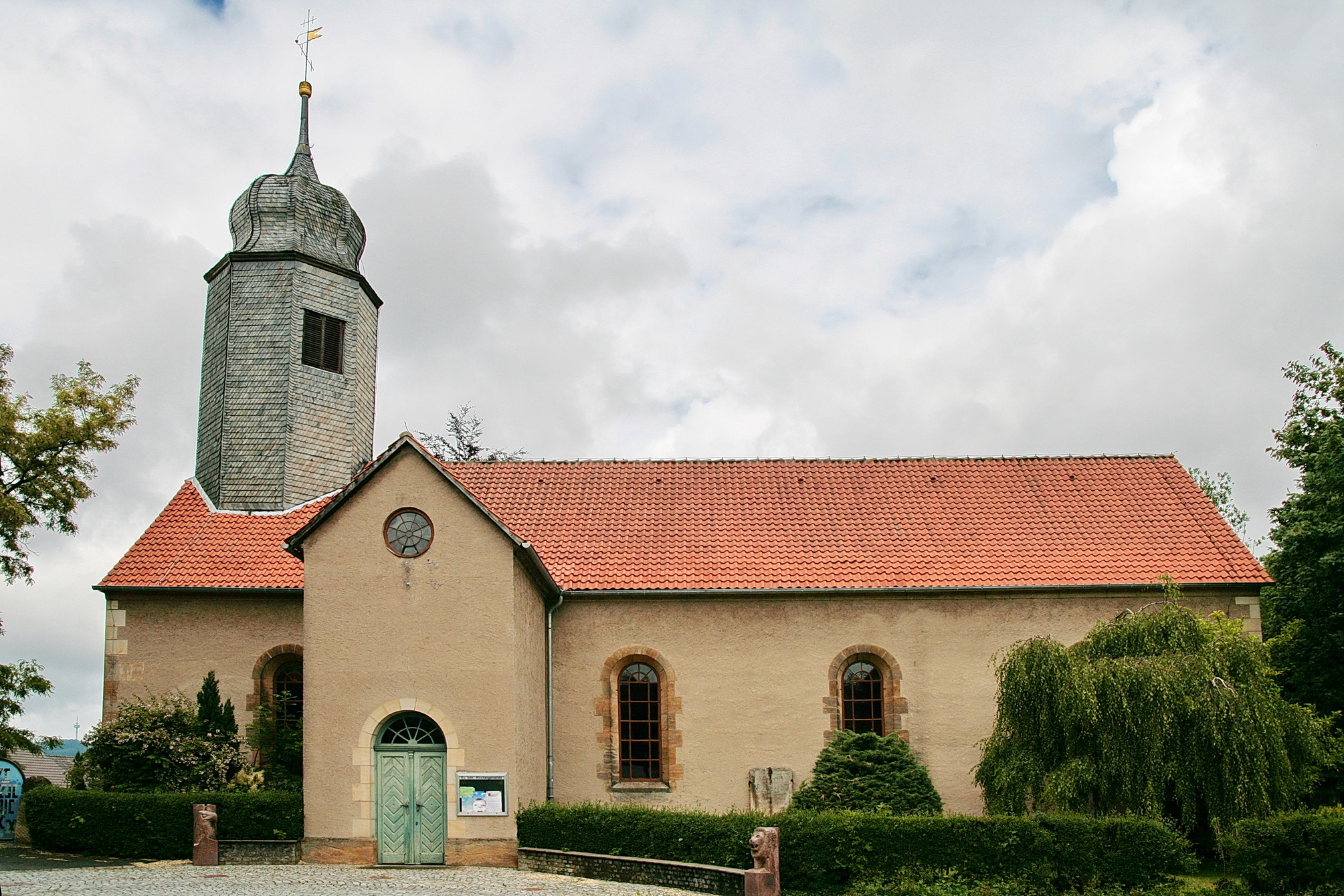
St. Johannes der Täufer

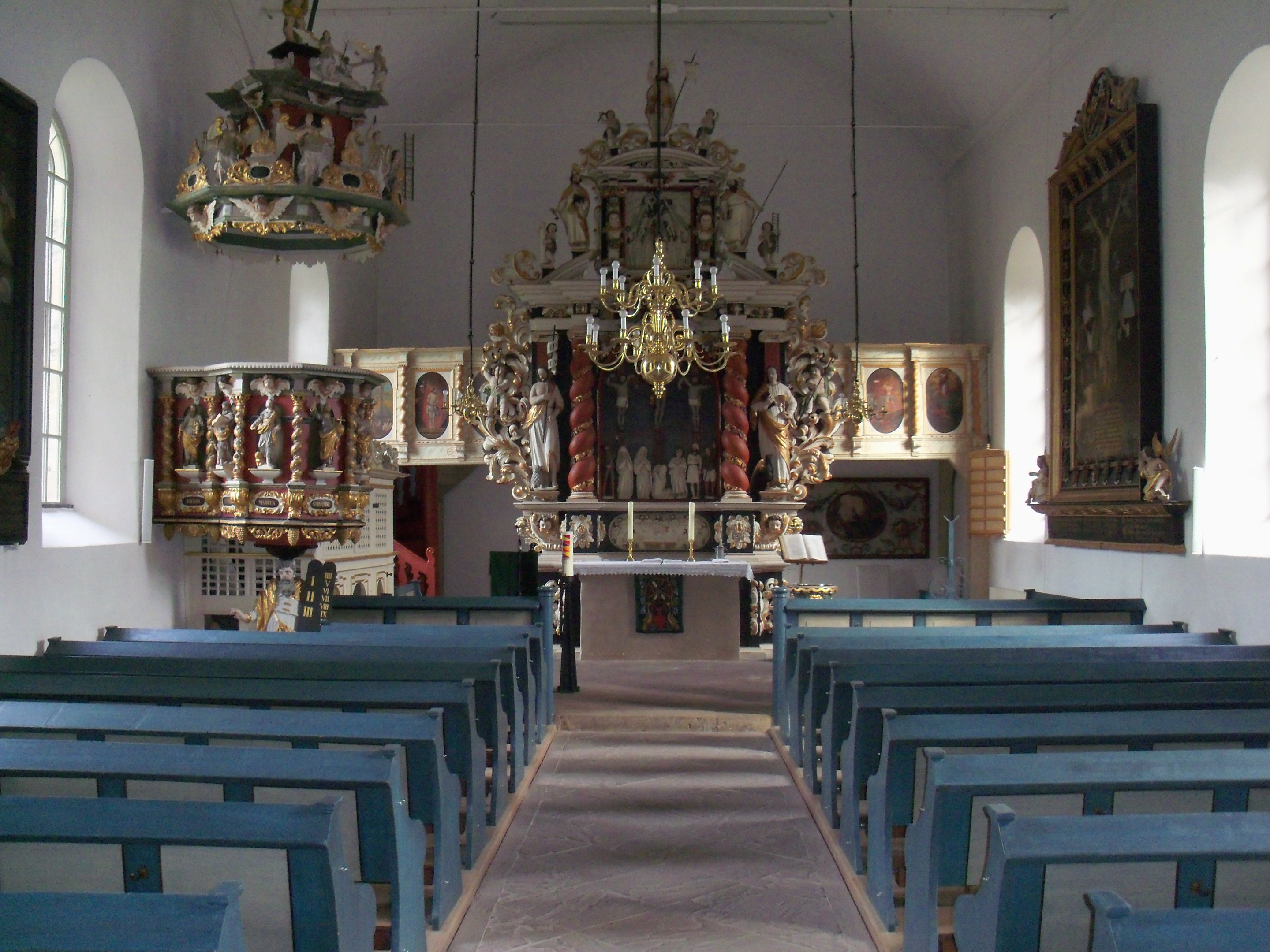
In der Kirche St. Johannes des Täufer (Bad Salzdetfurth, OT Bodenburg)

Die evangelisch-lutherische denkmalgeschützte Kirche St. Johannes der Täufer steht in Bodenburg, einem  Ortsteil von Bad Salzdetfurth im Landkreis Hildesheim von Niedersachsen. Die Kirchengemeinde gehört zum Kirchenkreis Hildesheimer Land-Alfeld im Sprengel Hildesheim-Göttingen der Evangelisch-lutherischen Landeskirche Hannovers.

## Geschichte
In Bodenburg bestanden ursprünglich die beiden Kirchengemeinden Johannes und Laurentius, die 1912 unter einem Pfarramt vereinigt wurden. Die St.-Johannis-Kirche war die eigentliche Pfarrkirche, St. Laurentius war die frühere Kapelle des Schlosses Bodenburg. 1942 wurde die Kirchengemeinde aus der braunschweigischen in die hannoversche Landeskirche umgegliedert. Seit dem 1. August 2001 ist die Kirchengemeinde Bodenburg pfarramtlich mit der Kirchengemeinde Wehrstedt verbunden.

## Beschreibung der Architektur und Ausstattung
Die jetzige äußerte Gestalt der Saalkirche aus verputztem Bruchsteinmauerwerk stammt von einem Umbau 1861–1862, bei dem die Außenmauern um „5 Fuß“ erhöht und neue Bogenfenster eingebaut wurden. Der Kirchturm wurde bereits 1675 entfernt. Dafür erhebt sich seitdem  auf dem Westende des Satteldachs des Kirchenschiffs ein hoher, achteckiger Dachreiter mit barock geschweifter Haube.
Unter dem westlichen Teil der Kirche befindet sich in einer Gruft das Erbbegräbnis der adligen Familie von Steinberg, die vom 14. Jahrhundert bis 1911 das Patronat über die Kirche ausübte.
Der barock geprägte Innenraum der Kirche und dessen sakrale Ausstattung entstanden im Wesentlichen 1689–1699 im Zuge einer umfassenden Neugestaltung durch den Maler Siegfried Schultze, den Tischler Hermann Roleves (beide aus Bodenburg) und den Bildschnitzer Daniel Bartels (Hildesheim). Das hölzerne Tonnengewölbe stammt von 1693.
Der reich verzierte doppelstöckige Barock-Altar (inschriftlich auf der Rückseite auf bereits 1688 datiert) mit Akanthusgerank und gedrehten Säulen weist im Zentrum eine plastische Kreuzigungsszene auf, flankiert von lebensgroßen Figuren des Johannes der Täufer und Johannes der Evangelist als Hauptfiguren. Darüber ist an zentraler Stelle das von Putten gehaltene Wappen der Familie von Steinberg angebracht, die daher als Stifter des Altars angesehen werden kann. Im oberen Altargeschoß ist die Kreuzabnahme dargestellt. Auf der Spitze steht Christus mit der Siegesfahne. In der Predella befindet sich ein Relief mit der Darstellung des Abendmahls Jesu.
Die prächtige hölzerne Barock-Kanzel ruht auf einer Statue des Moses. Am Kanzelkorb befinden sechs vollplastische Figuren der Evangelisten sowie des Apostels Paulus und Jesus Christus als Erlöser. Der reich verzierte Schalldeckel weist einen baldachinartigen Aufbau mit Engelsfiguren und dem triumphierenden Christus als Bekrönung auf.
Ein 145 cm hohes Kruzifix aus Holz stammt aus dem 16. Jahrhundert.
An der Ost- und Westseite befinden sich emporenartige Priechen, an deren Brüstungen biblische Szenen dargestellt sind.
Einige Epitaphien aus der Zeit der Mitte des 17. Jahrhunderts erinnern an die Patronatsfamilie von Steinberg. 18 weitere früher in der Kirche befindliche Grabplatten wurden schon im 19. Jahrhundert im Gutspark von Schloss Bodenburg aufgestellt.
Die erste 1696 von Heidenreich Esaias Kappe gebaute Orgel wurde 1861 durch ein Instrument der Gebrüder Euler mit 16 Registern auf zwei Manualen und Pedal ersetzt. 1977 wurde die Orgel durch die Firma Emil Hammer Orgelbau und 1993 sowie 1997 durch die Firma Gebrüder Hillebrand Orgelbau instand gesetzt.
Im Dachreiter befinden sich drei Kirchenglocken. Die älteste Glocke von 1220 wurde 1942 zu Rüstungszwecken abgeliefert, kehrte aber nach Kriegsende zurück. Die zweite Glocke stammt aus dem 15. Jahrhundert. Die dritte Glocke ist als Stiftung der Patronatsfamilie v. Cramm ein Guss von 1956 von Friedrich Wilhelm Schilling (Heidelberg). Eine 1831 von Heinrich Ludwig Damm (Hildesheim) gegossene Glocke existiert nicht mehr; sie wurde nach der Ablieferung von 1942 eingeschmolzen.